# Patellapis kivuensis
Patellapis kivuensis är en biart som först beskrevs av Gregory B. Pauly 1989.  Patellapis kivuensis ingår i släktet Patellapis och familjen vägbin. Inga underarter finns listade i Catalogue of Life.